# آرتنالتور اینتریذاسون
آرتنالتور اینتریذاسون (ایسلندی: Arnaldur Indriðason؛ تلفظ ایسلندی [ˈartnaltʏr ˈɪntrɪðasɔn]‏؛ زادهٔ ۱۹۶۱ میلادی)) یک نویسندهٔ مشهور رمان‌های جنایی اهل ایسلند است.
از فیلم‌ها یا مجموعه‌های تلویزیونی که وی در آن‌ها نقش داشته است، می‌توان به شهر شیشه‌ای اشاره نمود.